# Stephanie Wilson
Stephanie Diana Wilson (Boston, 27 settembre 1966) è un'astronauta statunitense.
Selezionata come astronauta del Gruppo 16 della NASA, ha preso parte a tre missioni di breve durata a bordo dello Space Shuttle Discovery: STS-121 (2006), STS-120 (2007) e STS-131 (2010). 

## Biografia

### Istruzione
Nel 1988 conseguì un Bachelor of science in ingegneria all'Università Harvard e nel 1992 un master in ingegneria aerospaziale presso l'Università del Texas ad Austin.

### Carriera di ingegnere aerospaziale
Dopo la laurea ad Harvard nel 1988, Wilson lavorò per due anni per Martin Marietta Astronautics Group a Denver, Colorado. In qualità di ingegnere dei carichi e dinamica per Titan IV, Wilson fu responsabile dell'esecuzione di Coupled loads analysis (CLA) per il veicolo di lancio e i carichi utili durante le fasi del volo. Wilson lasciò Martin Marietta nel 1990 per frequentare la scuola di specializzazione presso l'Università del Texas ad Austin. La sua ricerca, sponsorizzata dal Langley Research Center della NASA tramite un NASA Graduate Student Researchers Fellowship si concentrò sul controllo e la modellazione di grandi strutture spaziali flessibili, culminando infine in una tesi che confrontava le metodologie di dinamica strutturale e i progetti dei controllori.
Dopo aver completato la tesi, iniziò a lavorare per il Jet Propulsion Laboratory (JPL) di Pasadena, California nel 1992. Come membro del team Attitude and Articulation Control Subsystem per la navicella spaziale Galileo, Wilson fu responsabile della valutazione delle prestazioni del controllore d’assetto, della precisione di puntamento della piattaforma scientifica, della precisione di puntamento dell'antenna e della precisione della velocità di rotazione. Mentre era al JPL, Wilson supportò inoltre l'Interferometry Technology Program come membro del team Integrated Modeling, che era responsabile della metodologia degli elementi finiti, della progettazione del controllore e dello sviluppo del software.

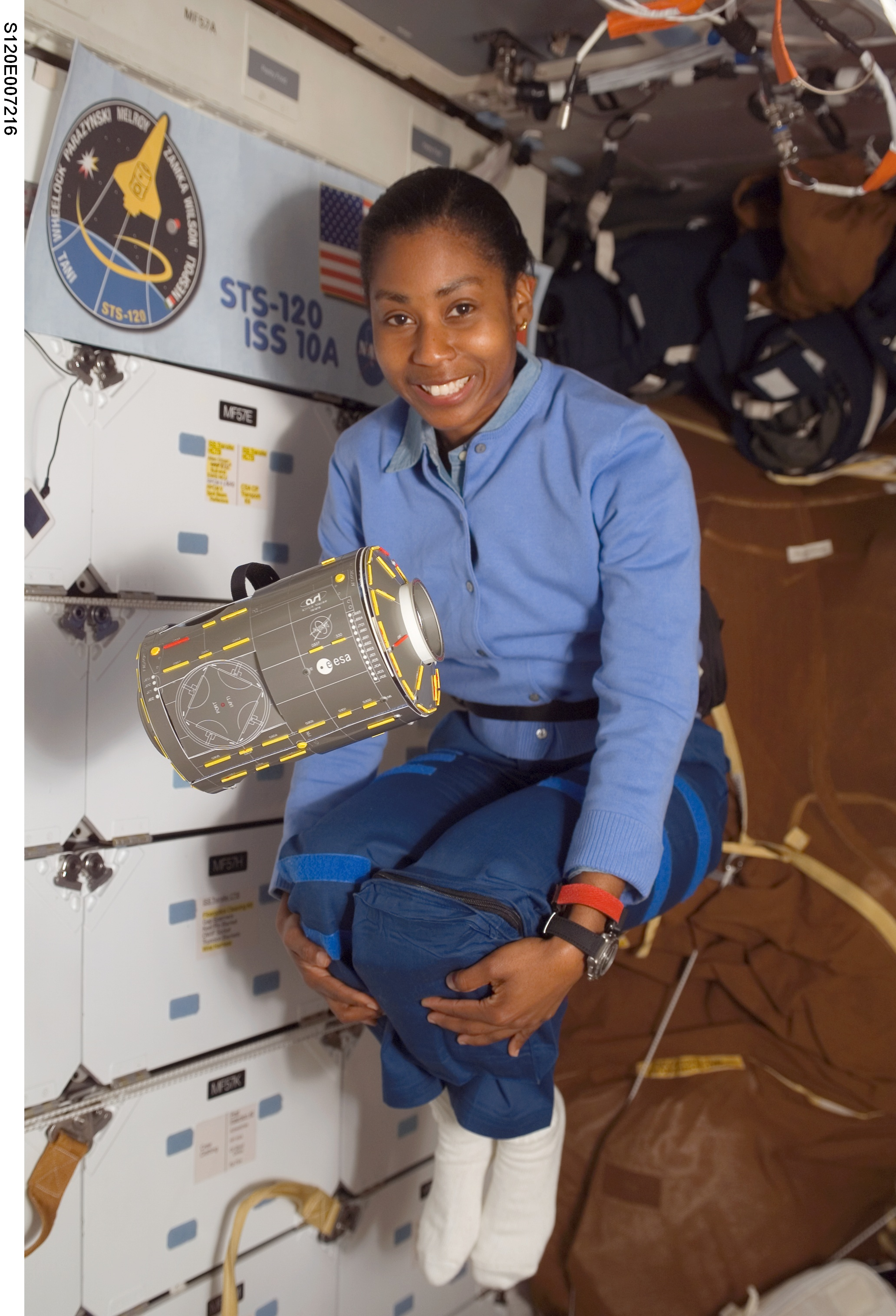

### Carriera di astronauta
Wilson venne selezionata come candidata astronauta dalla NASA nell'aprile 1996 e iniziò l'addestramento di base al Johnson Space Center della NASA nell'agosto 1996. Completati i due anni di addestramento di base, nell'agosto 1998, divenne astronauta della NASA e poté essere assegnata alle missioni spaziali. Wilson iniziò la sua carriera alla NASA lavorando nella sezione della Stazione Spaziale Internazionale (ISS) dell'Ufficio astronauti per sviluppare i requisiti per i display e le procedure dei carichi utili della ISS e per valutarne le interfacce utente. Continuò poi lavorando come CAPCOM nel Centro di controllo missione di Houston dove svolgeva il ruolo di comunicatrice tra l'equipaggio in orbita e il Centro di controllo missione a Terra per diversi equipaggi dello Space Shuttle e della ISS.
Dopo il suo lavoro nel Centro di controllo missione, a Wilson furono assegnati compiti tecnici che riguardavano i motori principali, il serbatoio esterno e i propulsori a razzo solido dello Space Shuttle. Nel novembre 2004, Wilson ricevette il suo primo assegnamento di missione per l'STS-121. Dopo aver completato la sua prima missione lavorò nella sezione Robotica dell'Ufficio astronautici, eseguendo revisioni delle procedure di robotica e fungendo da mentore di robotica e astronauta istruttrice. Nel novembre 2006 venne assegnata alla missione Shuttle STS-120.
Dopo la missione STS-120 lavorò alla sezione Esplorazione e successivamente a quella della Stazione spaziale internazionale dell'Ufficio astronauti. Mentre lavorava nella sezione ISS ricoprì il ruolo di principale rappresentante dell'Ufficio astronauti presso il Generic Joint Operations Panel per le questioni relative allo Space shuttle e alla ISS. Nella sezione Esplorazione rappresentò l'Ufficio astronauti per  l'Orion Communications and Tracking System. Nel maggio 2009 Wilson ricevette il suo terzo incarico di volo per l'STS-131.
Dopo l'STS-131, all'interno della sezione Integrazione della Stazione spaziale internazionale, ricoprì il ruolo di Operations Products Lead e di Payload Lead, interfacciandosi con il Marshall Space Flight Center della NASA per risolvere i problemi nei processi dei carichi utili. Dal 2010 al 2012, Wilson ricoprì il ruolo di Capo della sezione Integrazione della Stazione spaziale internazionale, dove fu responsabile della supervisione degli aggiornamenti delle squadre di lavoro, della risoluzione dei problemi e fornendo la prospettiva dal punto di vista dell'equipaggio sui sistemi della ISS, sui carichi utili e sulle interfacce utente. Nel 2013 Wilson svolse un incarico di nove mesi presso il Glenn Research Center della NASA come Capo facente funzione del Program and Project Integration all'interno del Spaceflight Systems Directorate. In questo ruolo fu responsabile della supervisione del programma, della pianificazione e delle funzioni di controllo per i progetti di volo spaziale del Glenn. Wilson venne poi assegnata alla sezione Operazioni della Stazione spaziale internazionale come astronauta di supporto dell'equipaggio in orbita. Successivamente lavorò come rappresentante dell'Ufficio astronauti per lo stivaggio, il cibo e le provviste dell'equipaggio della Stazione spaziale. Ricoprì il ruolo di rappresentante principale dell'Ufficio astronauti per l'Increased Crew Size Generic Operations Panel, che valutò la prontezza dei sistemi della ISS ad accettare un aumento delle dimensioni dell'equipaggio previsto con l'inizio del Commercial Crew Program.
Dal 2018 al 2020, Wilson ricoprì il ruolo di Capo della sezione Equipaggio di supporto missione. Nel 2021 venne assegnata come membro di riserva per la missione SpaceX Crew-3. Dopo la sua formazione come riserva, divenne vice della sezione Assegnazione degli equipaggi. Wilson ricoprì anche il ruolo di membro della Commissione della selezione degli astronauti nel 2009, 2013 e 2017.
Il 31 gennaio 2024 venne assegnata ufficialmente alla missione di lunga durata SpaceX Crew-9 (Expedition 72) con il ruolo di Specialista di missione della Crew Dragon Freedom. Il lancio inizialmente pianificato per il 18 agosto 2024 venne rinviato al 24 settembre 2024 per dar tempo alla NASA di prendere una decisione sul ritorno sulla Terra della Boe-CFT di Boeing. Il 24 agosto 2024 la NASA decise di far rientrare la Starliner Calypso senza equipaggio e di trasferire i suoi due membri dell'equipaggio (Barry Wilmore e Sunita Williams sulla Crew-9. Per permettere il ritorno di Wilmore e Williams, al lancio dovevano esserci a bordo due soli astronauti; il 30 agosto 2024 la NASA prese la decisione di rimuovere Wilson e il comandante Zena Cardman dall'equipaggio.

#### STS-121
Partì per la sua prima missione spaziale, l'STS-121, il 4 luglio 2006 a bordo dello Space Shuttle Discovery da Cape Canaveral con il ruolo di Specialista di missione (MS-3). Il lancio venne rinviato due volte per condizione meteorologiche avverse. L'obiettivo principale della missione era l'assemblaggio della Stazione spaziale internazionale, la consegna di due tonnellate di proviste alla ISS e trasporto dell'astronauta Thomas Reiter per la missione di lunga durata Expedition 13/14. Nei 13 giorni di missione Wilson si occupò principalmente di gestire i computer e puntatori laser per fornire al comandante i dati di navigazione durante le operazioni di docking e undocking e controllare il meccanismo di docking di Discovery, manovrare il Canadarm durante le attività extraveicolari (EVA) e assistere gli astronauti EVA prima e dopo l'uscita nello spazio (Astronauta IV).

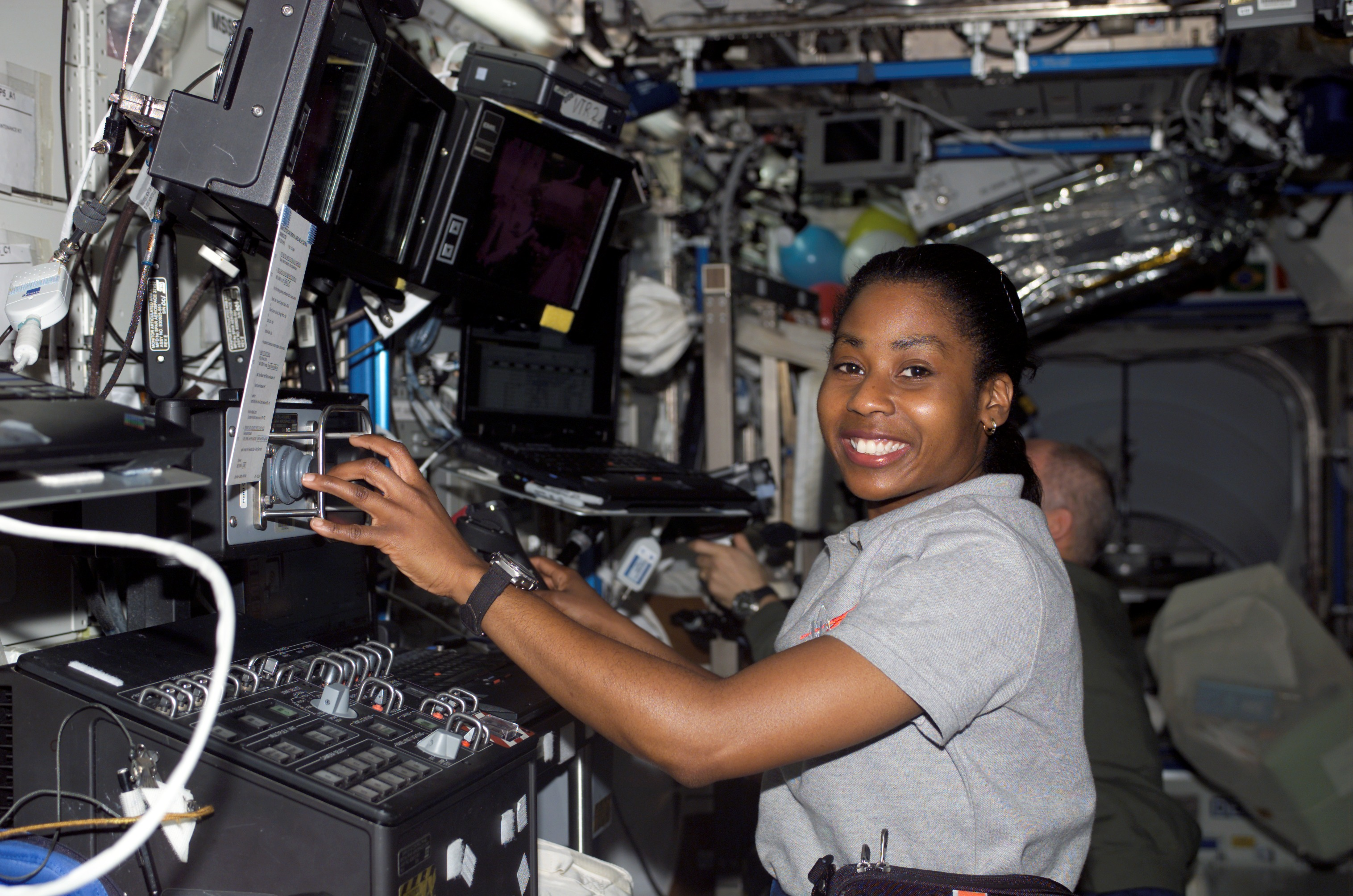
Wilson manovra il Canadarm2 nel Laboratorio Destiny

#### STS-120
Tornò nello spazio il 23 ottobre 2007 per la missione STS-120, di nuovo a bordo dello Shuttle Discovery. Lo scopo della missione era la consegna del modulo Harmony alla ISS, che funge da modulo di collegamento per gli altri moduli che in futuro sarebbero stati agganciati, e lo scambio di un membro dell'equipaggio di lunga durata Expedition 15 e 16. Durante l'ascesa e l'inserimento in orbita, Wilson svolse il ruolo di Ingegnere di volo, assistendo il comandante e il pilota con i sistemi dello Space Shuttle. Ricoprì inoltre il ruolo di principale operatore del braccio robotico dello Shuttle (Canadarm) per ispezionare lo scudo termico dello Shuttle e il supporto per le EVA, aiutando a sostituire l'antenna a banda S e a spostare il pannello solare P6 dal Segmento Z1 al Segmento S6. Durante l'installazione il pannello solare si danneggiò; Wilson durante l'EVA non pianificata dovette manovrare il Canadarm con Scott Parazynski all'estremità per permettergli di avvicinarsi al panello e ripararlo. Il 7 novembre, dopo 15 giorni di missione, fece ritorno sulla Terra.

#### STS-131
Il 5 aprile 2010 partì per la sua terza missione spaziale, l'STS-131. L'obiettivo della missione era il rifornimento della ISS di oltre sette tonnellate di proviste per l'equipaggio, rifornimenti, esperimenti e attrezzature. Di queste le più importanti erano: un serbatoio di ammoniaca per il sistema di raffreddamento della ISS che richiese tre EVA e altre attività robotiche per l'installazione, nuovi alloggi per l'equipaggio, una struttura di osservazione con finestra (WOLF), una dispositivo europeo per analizzare l'atrofia muscolare degli astronauti (MARES) e il congelatore per gli esperimenti MELFI. Durante la missione, Wilson fu la responsabile delle attività robotiche per il supporto alle EVA utilizzando il braccio robotico della ISS (Canadarm2) e per lo spostamento del Multi-Purpose Logistics Module (MPLM) Leonardo situato nella stiva del Discovery. Alla fine della missione, dopo che Leonardo era stato svuotato e di nuovo riempito di quasi tre tonnellate di hardware e campioni scientifici, venne riposizionato all'interno della stiva di carico del Discovery. Lo Shuttle atterrò il 20 aprile 2010, dopo 15 giorni di missione.